# Albert Reynolds
Albert Reynolds (3. listopadu 1932 – 21. srpna 2014) byl irský politik. V letech 1992–1994 zastával funkci premiéra Irska. Byl představitelem strany Fianna Fáil, které předsedal v letech 1992–1994. V letech 1979–1980 byl ministrem pošt, 1980–1981 ministrem dopravy, roku 1982 ministrem těžkého průmyslu a energetiky, v letech 1987–1988 ministrem průmyslu a obchodu, 1988–1991 ministrem financí. Zemřel po dlouhé nemoci v roce 2014 ve věku 81 let.